# Залісся Друге
Залі́сся Друге (до 1946 року — Вірменські Хутори) — село в Україні, у Гуменецькій сільській територіальній громаді Кам'янець-Подільського району Хмельницької області.

## Назва
Село змінило декілька назв, в історичних документах згадується як «Слобідка» (1805 рік), «Слобідка Вірменська» (1820), «Хутори» (1914), «Вірменські Хутори» (1926) та з 1946 року перейменовано на Залісся Друге. Варто зауважити, що дослідники переконані в нетотожності згаданих назв, хоча при цьому місце знаходження зберігається. Відтак назви «Слобідка» і «Хутір» вказували на тип поселення, яке виникло внаслідок переселення людей, а «Вірменська» - належність земель, на яких з'явилися, а саме Великих Вірменах. Сучасна назва Залісся Друге асоціюється із типом місцевості, село оточене лісом. А так, як неподалік знаходиться ще одне - Залісся, то для розрізнення з ним отримало приставку «Друге».

## Географія
Подільське село Залісся Друге розкинулось на подільській височині в південно-західній частині України, за 15 кілометрів від Кам’янця-Подільського. На північних околицях межує з Дубинкою. Селом тече річка Безіменна притока Смотрича.

### Клімат
Залісся Друге знаходяться в межах вологого континентального клімату із теплим літом.

## Історія
Поселення відоме з XIX століття.
Багато чого в населеному пункті пов'язане з реформатором Петром Столипіним, який запровадив аграрну реформу, відповідно до якої сільські поземельні банки забезпечували селян позиками для купівлі землі і влаштування хутірських та відрубних господарств. У дійсності великовірменський землемагнат Володимир Казимир, побоюючись революційно налаштованих селян, заклав частину наділів у банк. Відтак банк почав продавати землю селянам. Селянам пропонували користуватися землею з обов'язковим погашенням її вартості протягом 55 років. Тож переселенням зацікавилися селяни з сусідньої Дубинки, Великих Вірмен, навіть двоє з Голоскова. Всього було продано 851 десятину землі 141 користувачу. Одним із перших на цих землях поселився селянин Брунько.
Також іменем Столипіна було назване ремісниче училище, де знаходився інтернат для безпритульних дітей, які і стали першими учнями училища. Навчальний заклад мав 6 га землі, дві пари коней, кузню, майстерню, де вихованці опановували виробництво сільськогосподарського реманенту. Після 1917 року приміщення використовувалося за іншим призначенням.
Внаслідок поразки визвольних змагань на початку XX століття, село надовго окуповане російсько-більшовицькими загарбниками.
Радянська окупація принесла колективізацію та розкуркулення, мешканці села зазнали репресій.
В 1932–1933 селяни села пережили сталінський голодомор.
У 1946 році село перейменовано з «Вірменських Хуторів» на «Залісся Друге», через присутність у назві етноніма вірмени. Комуністичній владі у немилість потрапили назви інших народів, у різний час було вилучено практично усі назви поселень, в основах яких звучали як давні, так і новітні етноніми. Виняток було зроблено лише для етноніма «російський».
З 1991 року в складі незалежної України.
З 13 серпня 2015 року шляхом об'єднання Абрикосівської, Великозаліснянської, Голосківської, Гуменецької, Думанівської, Заліської Другої, Нігинської та Супрунковецької сільських рад село увійшло до складу Гуменецької сільської громади, до цього органом місцевого самоврядування була Заліська Друга сільська рада.

## Населення
За переписом населення України 2001 року в селі мешкало 762 осіб.
За даними 2015 року у селі проживало 665 осіб.
У 2019 році в селі 252 двори, зареєстровано 574 мешканці.

### Мова
У селі поширені західноподільська говірка та південноподільська говірка, що відносяться до подільського говору, який належить до південно-західного наріччя.
Розподіл населення за рідною мовою за даними перепису 2001 року:
| Мова       | Відсоток |
| ---------- | -------- |
| українська | 97,75 %  |
| вірменська | 1,05 %   |
| російська  | 0,90 %   |

## Галерея

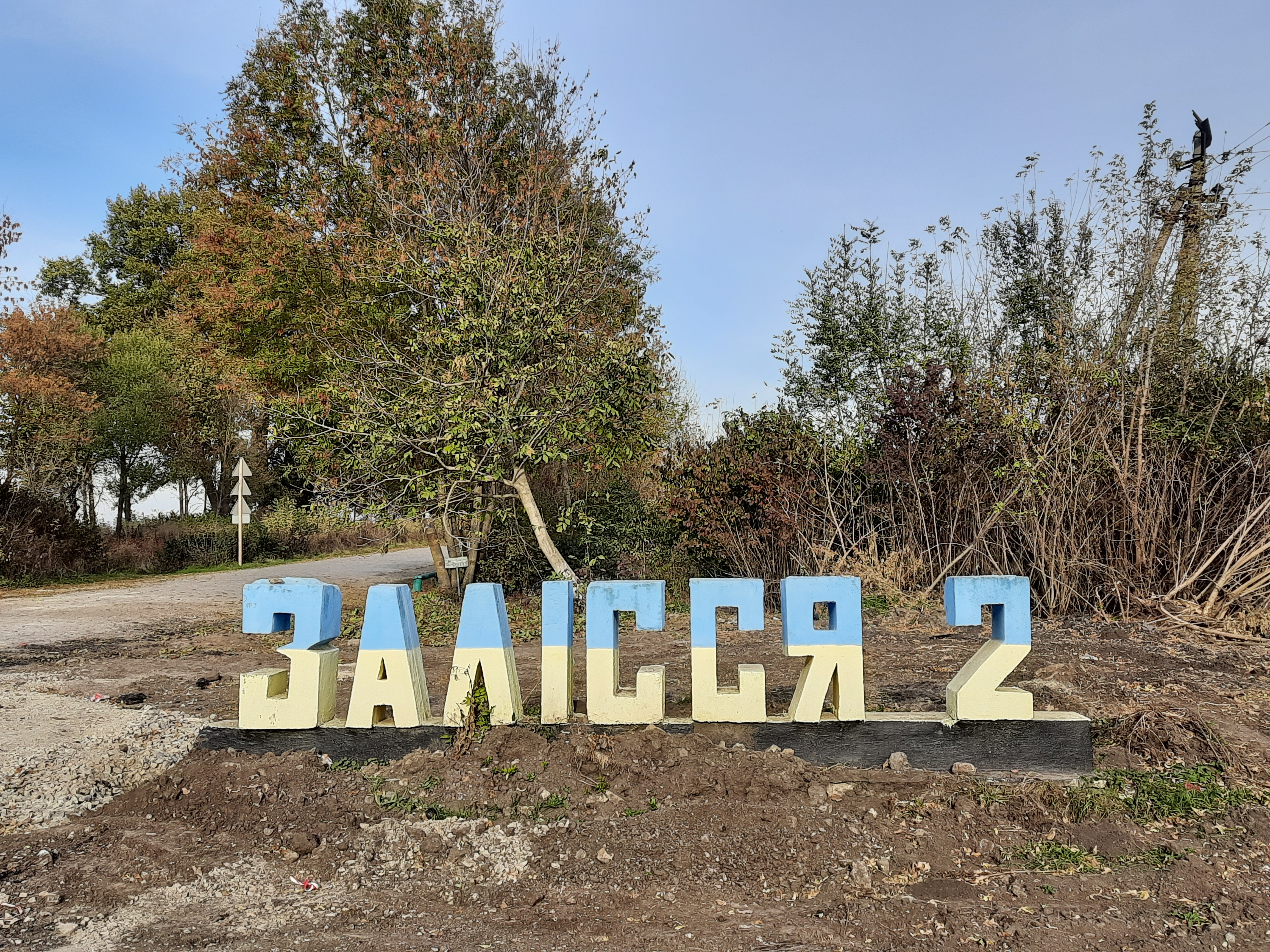
Дорога на село біля траси Кам'янець-Подільський - Оринин
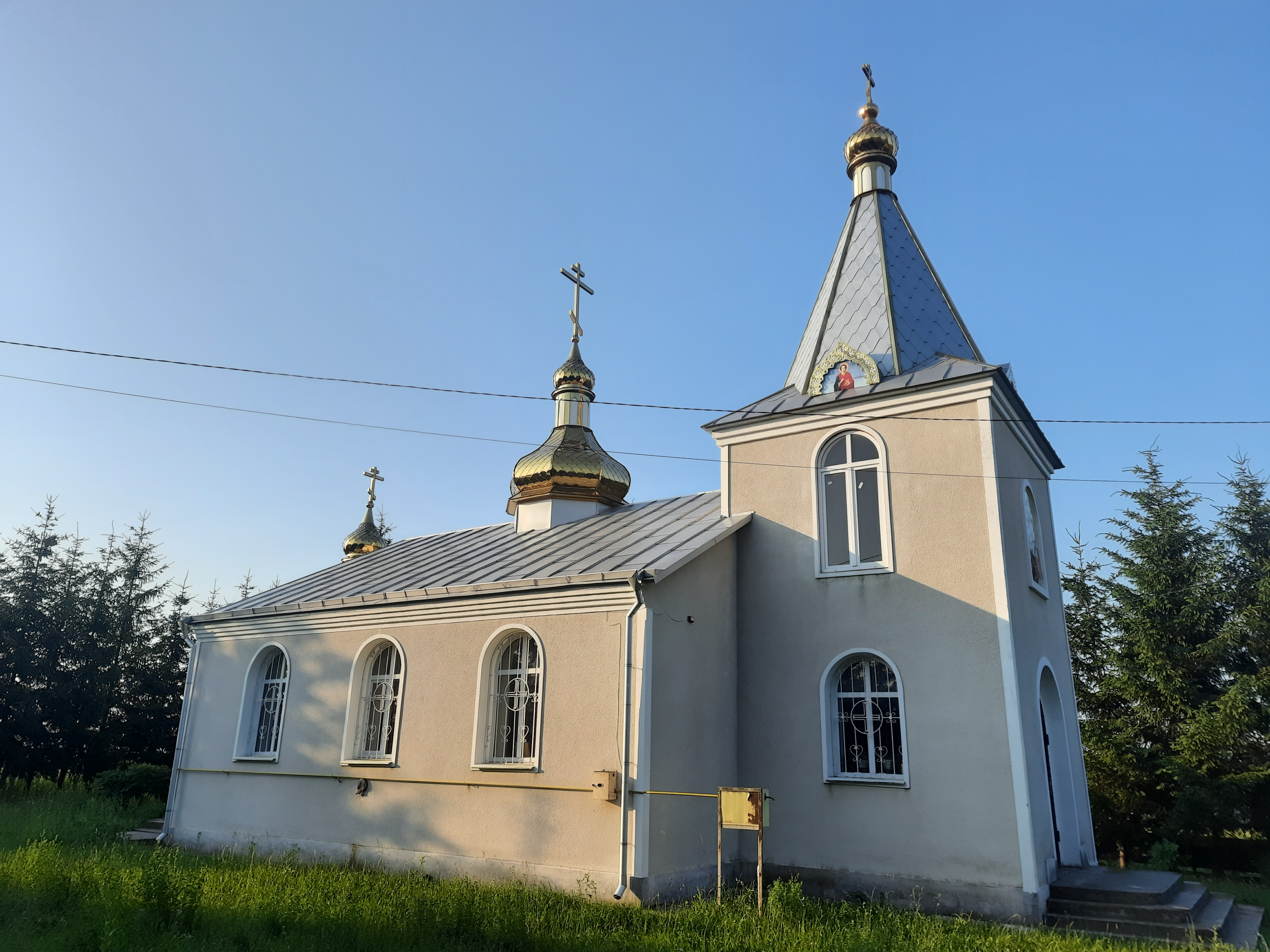
Сільська церква
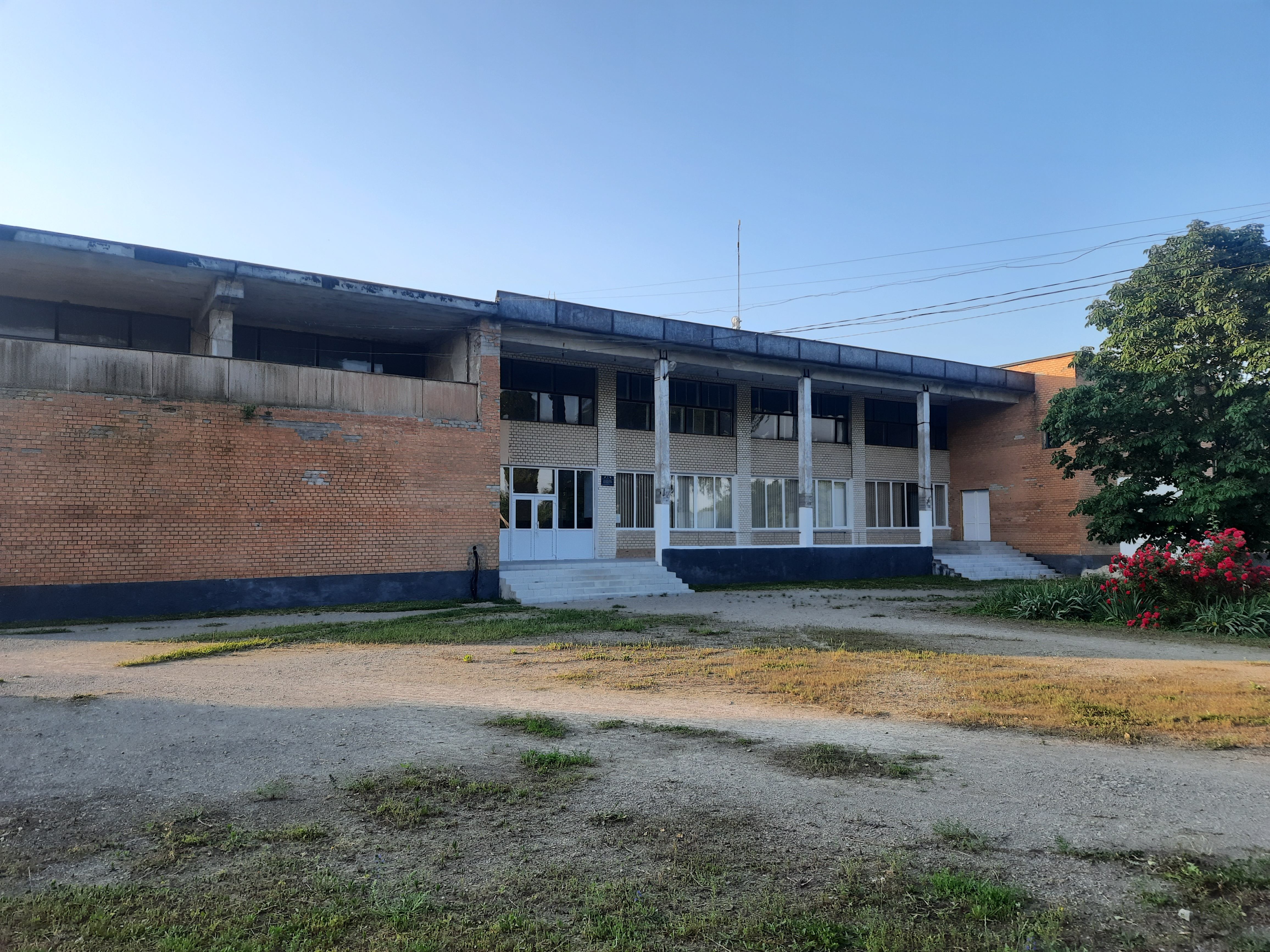
Будинок культури
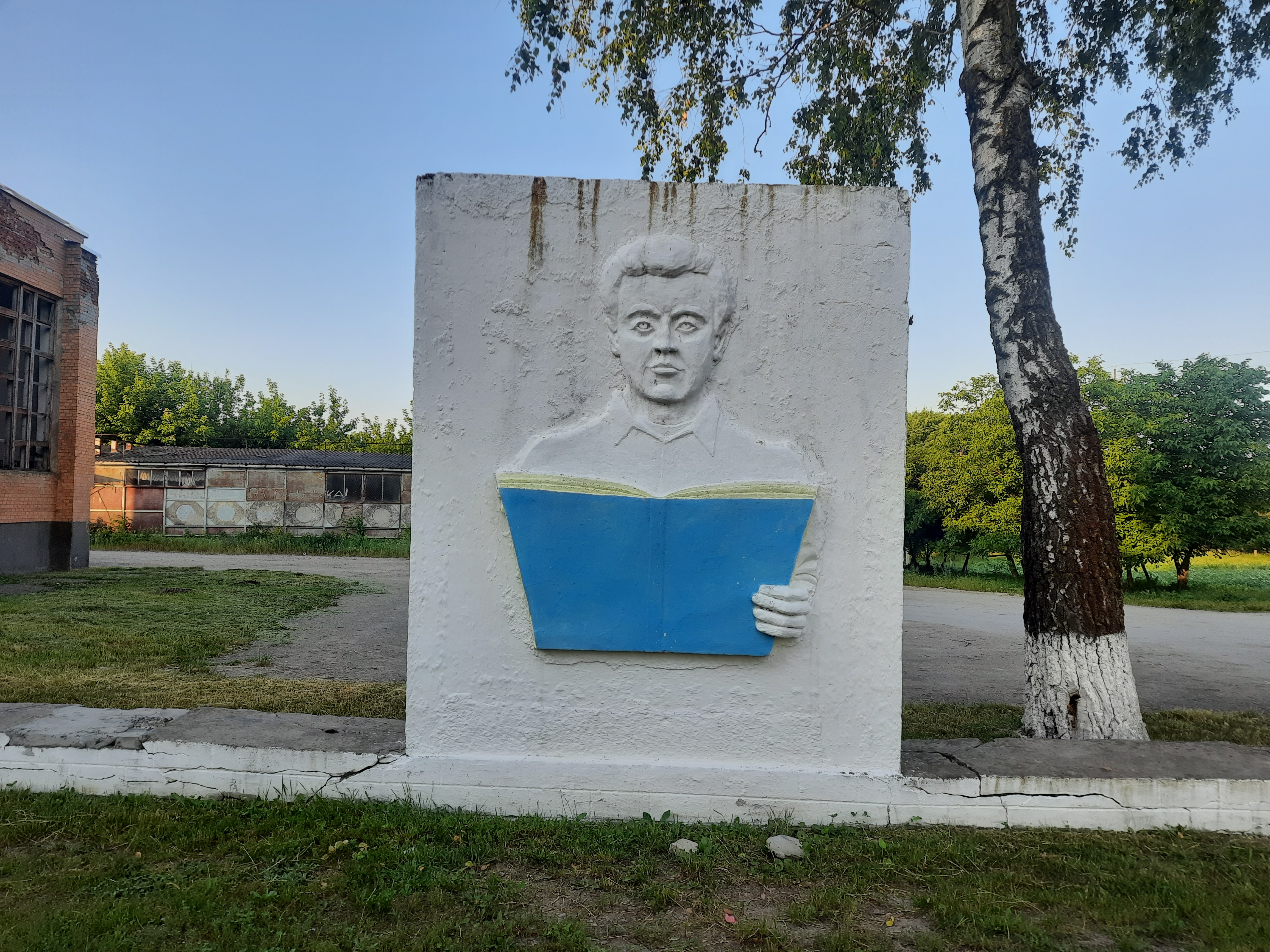
Стела в центрі села
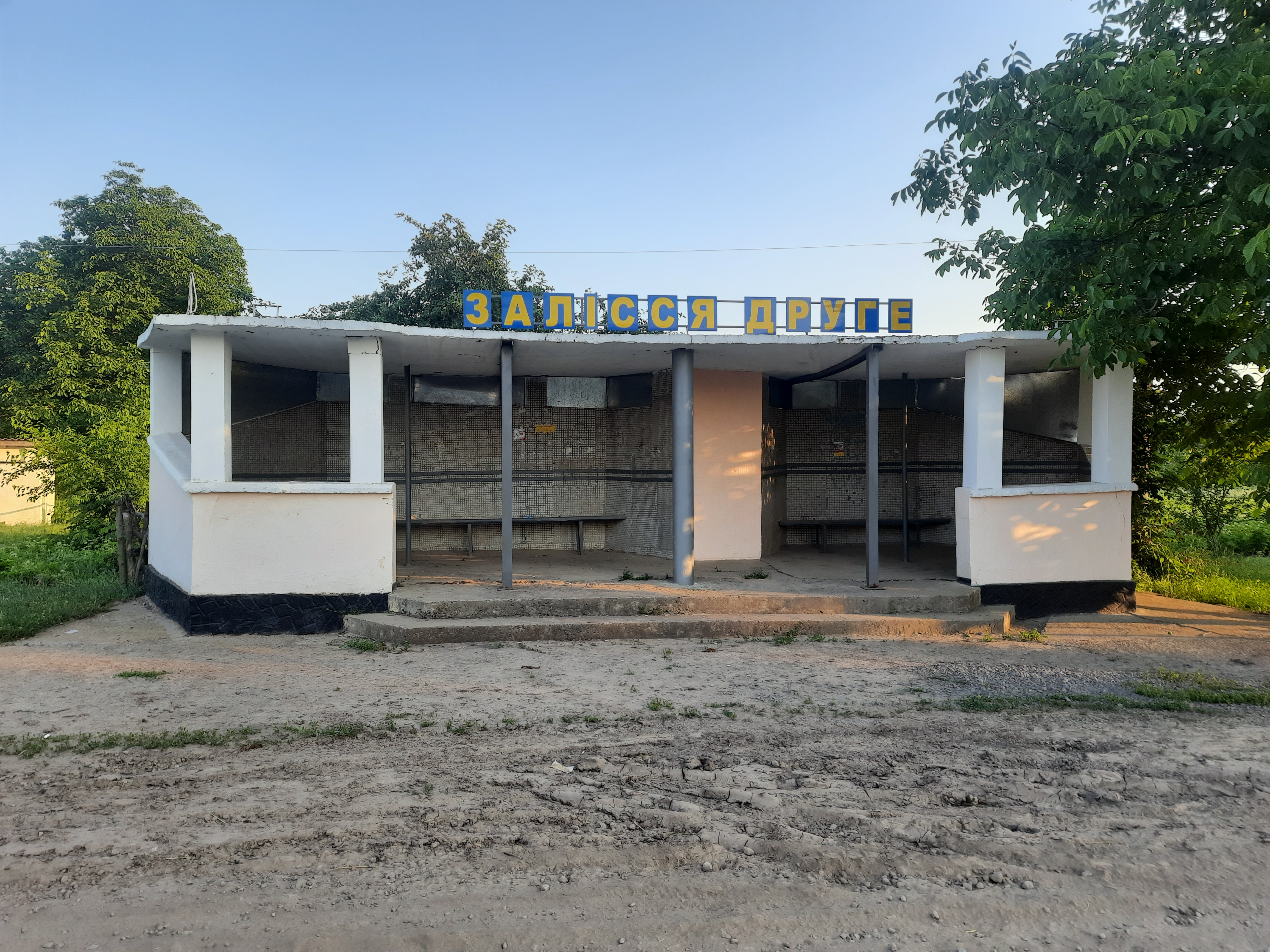
Автобусна зупинка